# 圣安娜-达博阿维斯塔
圣安娜-达博阿维斯塔是巴西南大河州的一个市镇。总面积1420.617平方公里，总人口8599人，人口密度6.1人/平方公里。